# Jimmy McGrory
James Edward McGrory (26 d'abril de 1904 - 20 d'octubre de 1982) fou un futbolista escocès de la dècada de 1930 i entrenador.
Fou internacional amb la selecció d'Escòcia. Pel que fa a clubs, defensà els colors de Celtic i Clydebank. Com entrenador dirigí el Kilmarnock i el Celtic.

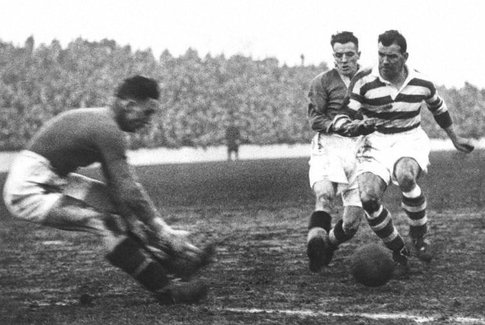
Jimmy McGrory (dreta) en acció.

## Palmarès
Jugador
Celtic
- Lliga escocesa de futbol
  - 1925-26, 1935-36, 1937-38

- Copa escocesa de futbol
  - 1924-25, 1926-27, 1930-31, 1932-33, 1936-37

Entrenador
Celtic
- Lliga escocesa de futbol
  - 1953-54[5]

- Copa escocesa de futbol
  - 1950-51, 1953-54[6]

- Copa de la Lliga escocesa de futbol
  - 1956-57, 1957-58

- Coronation Cup: 1953